# Herrenstand (Böhmen)

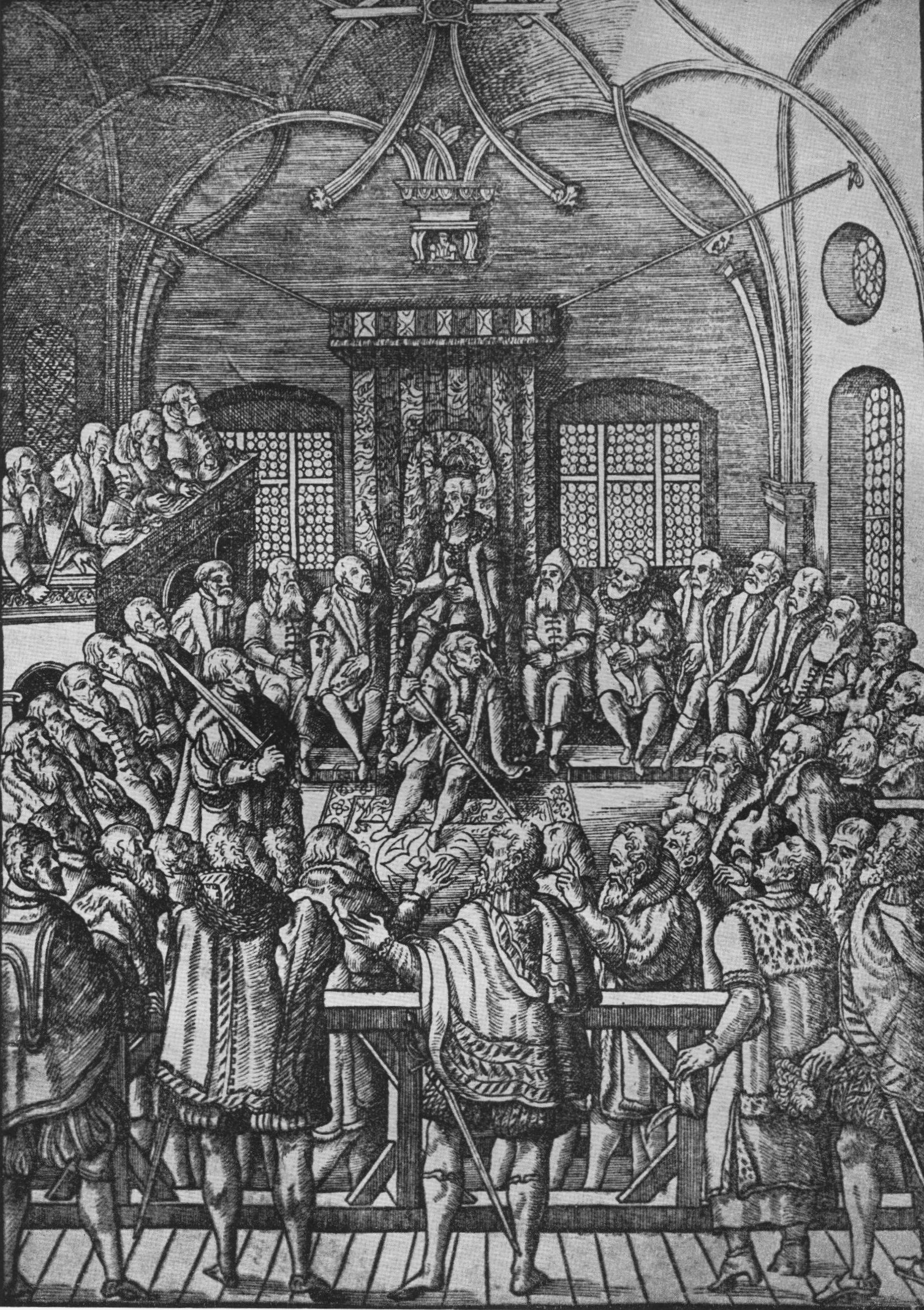
Sitzung des Böhmischen Landtags im Jahre 1564 unter dem Landesherrn Maximilian II.

Der Herrenstand (tschechisch Panský stav) war ein Teil der böhmischen Ständeordnung. Wegen seiner staatsrechtlichen Stellung unterschied sich der Herrenstand vom übrigen titulierten Adel im Heiligen Römischen Reichs. Diese Adligen wurden zunächst als satrape, nobiles, primates und im 14. Jahrhundert als barones bezeichnet.

## Geschichte
In schriftlichen Quellen des 9. und 10. Jahrhunderts erscheint in Böhmen und Mähren eine Gruppe vermögender Personen, welche die moderne Geschichtswissenschaft als Magnatenaristokratie bezeichnet hat. Die vornehmste Sippe stellte den Fürsten, der Rücksicht auf die Anführer anderer edler Sippen nehmen musste und damit nicht ganz autonom herrschen konnte. Diese Gesellschaftsschicht übertraf besitzmäßig die übrigen Bewohner des Landes. Ihre exklusive Stellung versuchte sie in der Regel durch das Verbot von Heiraten mit niedriger gestellten Personen zu bewahren. Mit der Zeit gelang es einem Teil dieser Magnaten sowie anderen fähigen Personen, wichtige Posten im bewaffneten Gefolge des Landesherrn oder in der Verwaltung der landesfürstlichen Burgen einzunehmen. Aus dem Umfeld des Landesherrn aus der Dynastie der Přemysliden, zu denen diese Gefolgschaftsaristokratie in einem – zuweilen auch erblichen, Dienstverhältnis stand – bildete sich seit dem 11. Jahrhundert mit seinem Einverständnis aus wenigen Individuen der Adel heraus, dessen Aufstieg zunächst mit dem Militärdienst für den Landesherrn verbunden war.
Ab der Wende vom 11. zum 12. Jahrhundert verlieh der Landesherr seinen Gefolgsleuten außerdem für ihre Tätigkeit in der Hof- und Landesverwaltung und für Kriegsdienste auch Grundbesitz, den er ihnen zur persönlichen Nutzung überließ. Zu den moralischen Anforderungen eines Adeligen des Frühmittelalters gehörte die Treue gegenüber dem Landesherrn, die Nützlichkeit des Dienstes, Tapferkeit und Mut. Die Herkunft von adeligen Eltern musste noch nicht unbedingt ein vorrangiges Merkmal eines Adeligen sein. Mehr als die vornehme Herkunft trugen persönlicher Reichtum und Macht zur Distinktion von den übrigen Bevölkerungsgruppen bei. Ohne größere Schwierigkeiten konnten auch vermögende Männer, die auf keine altehrwürdigen Ahnenreihen zurückblicken konnten, in den Adelsrang aufsteigen. Diese einflussreichen und wohlhabenden Männer in den Diensten des Landesherrn umgaben sich mit kleinen Gefolgschaften mittelloser Personen, die ihnen zur Durchsetzung ihrer Macht- und Vermögensinteressen in Gebieten helfen sollten, die ihnen der Landesherr für treue Dienste als Einflusssphäre zugewiesen hatte. In späterer Zeit wuchs gerade aus dieser weniger einflussreichen und weniger vermögenden Schicht der künftige Niedere Adel.

## Einfluss der Magnaten unter den Přemysliden
Obwohl ab der Mitte des 11. Jahrhunderts in der Přemyslidendynastie eine Erbfolgeordnung galt, sind in der Umbruchszeit des 11. und 12. Jahrhunderts sich wiederholende Kämpfe um den Prager Fürstenthron zu beobachten. Die Schlüsselrolle spielte dabei die relativ kleine Gruppe böhmischer Magnaten, die über das Wahlrecht verfügte. Der Kreis der möglichen Kandidaten für den Fürstenthron war jedoch auf Angehörige der Přemyslidendynastie beschränkt, wobei die Wahlen oft nur den Charakter einer Akklamation hatten. Die wiederholten Wahlen und Entthronungen standen im Zusammenhang mit dem Machtkampf innerhalb der Přemyslidendynastie, der fürstlichen Gefolgschaften der einzelnen Kandidaten und einzelner böhmischer Magnatengruppen.
Am Beginn der Entwicklung des Adels stand die přemyslidische Gefolgschaft (tschechisch družina), deren führende Mitglieder ab dem 10. Jahrhundert fürstliche Beamte wurden und einen Teil der staatlichen Einnahmen erhielten. Diese „Großen“ (Magnaten, velmoži), wie sie von einem Teil der gegenwärtigen tschechischen Geschichtswissenschaft genannt werden, verfügten über praktisch keinen politischen Einfluss. Ihre Rolle habe sich vielmehr auf Äußerungen der Zustimmung zur Politik des Herrschers beschränkt.
Die sogenannten Großen hätten ursprünglich keinen eigenen freien Grundbesitz gehabt, da sich alles Land im Obereigentum des Fürsten befunden habe. Allenfalls besaßen sie kleinere Höfe mit einer familia aus Sklaven oder Unfreien. Ab dem späten 12. Jahrhundert sollen diese Großen oder Benefiziarier sich an der faktischen Privatisierung des Staates beteiligt und den Boden des Herrschers usurpiert haben, der die Ausstattung ihrer Benefizien bildete. So entwickelten sie sich nach und nach zu großen Grundeigentümern.
Der Adel, insbesondere die Verwalter wichtiger Burgen, gewann während der Thronkämpfe an Einfluss und stärkte seine Macht weiter durch die Binnenkolonisation, die Ansammlung von Allodialgut und die Entfremdung von Königsgut. Dabei übernahmen die Amtsträger des Fürsten die ihnen für die Gewährung ihres Lebensunterhalts übertragenen Güter und wurden nicht mehr nur Verwalter, sondern Eigentümer dieser Ländereien. Der alte Amtsadel wurde zum grundbesitzenden Adel. Ausweitungen wurde durch die Immunitäten der Kirche und die fortschreitende Urbanisierung gebremst. In der Folge mussten die Herrscher Böhmens eine neue Grundlage für ihre Autorität aufbauen.
Herzog Konrad III. Otto (reg. ab 1189) gewährte den Adligen schließlich volle Vererbbarkeit ihrer Benefizien.

## Entwicklungen
Erst die Erblichkeit der Eigentumsverhältnisse und die Zugehörigkeit zum Umfeld des Herrschers erlauben es, die böhmische und mährische Elite des 10. bis 13. Jahrhunderts als Erbadel zu klassifizieren. Im 13. Jahrhundert kam es zu einer größeren Territorialisierung des Adels, was nicht nur mit einer Umstrukturierung der Besitzverhältnisse innerhalb des Landes, sondern auch mit einer Übernahme der Standards der Ritterkultur, vor allem in der Form privater Residenzen (Burgen) verbunden war.
Die starke Institutionalisierung der adeligen Mitherrschaft im Lande wurde durch die chaotischen Verhältnisse nach dem Tode des Königs Premysl Otakars II.1278 erleichtert, da der Adel zum ersten Mal als politischer Faktor hervortrat. Seine Befriedungs- und staatserhaltenden Bemühungen hatten jedoch unmittelbar eine weitere wesentliche Einschränkung der Herrschergewalt in Form der Beherrschung des Landesgerichtes und der Durchsetzung der Landtafeln als ewige Garantien für das freie Eigentum des Adels zur Folge. Die neuen Institutionen sicherten im Verein mit dem wachsenden politischen Einfluss des Adels bei den Landtagen der früher nur informellen Landesgemeinde das unifizierende Skelett für das Landrecht. Im letzten Drittel des 13. Jahrhunderts konnte jeder Adelige, der im Land ein Allodialgut besaß und dessen Besitz vor dem Landgericht durch die Eintragung in die Landtafeln – diese öffentlichen, beim Landgericht geführten Bücher entstanden nach 1260 – nachzuweisen vermochte, zu einem vollberechtigten Mitglied der adeligen Landesgemeinde werden. Im Gegensatz dazu unterlagen Adelige, die auf lehensrechtlicher Basis ein Gut besaßen und nutzten, nicht dem Landgericht.
Das faktische machtpolitische Gewicht des Adels zeigte sich nachhaltig nach dem Aussterben der Přemysliden im Jahre 1306. Die Führer der Landesgemeinde setzten nicht nur eine echte Wahl des Königs, sondern auch ihre eigenen Forderungen in Form der Wahlkapitulationen durch. In seinen Wahlkapitularien musste König Johann dem einheimischen Adel 1311 zugestehen, dass Ämter nur mit Böhmen und Mährern besetzt werden durften. Darin drückten sich der grundlegende Machtgewinn des fortan selbstbewussten böhmisch-mährischen Landadels aus. In der Konfrontation mit den böhmischen Herren, musste Johann weitgehende Zugeständnisse machten und seine Berater aus den Rheinlanden entlassen. Johann legte die Verwaltung in die Hände des böhmischen Hochadels, dem er auch die Interessen der Städte preisgab.
Mit der Thronbesteigung Johanns von Luxemburg in Böhmen sind die so genannten „Inauguraldiplome“, das heißt zu Gunsten der böhmischen und mährischen Adeligen erlassene Privilegien, verbunden. Die ursprüngliche Version des Privilegiums formulierten wahrscheinlich die Adeligen im Laufe des Landtages im Dezember 1310 in Prag.
Im Lauf des 14. und 15. Jahrhunderts grenzte sich der Adel von der übrigen Bevölkerung zunehmend schärfer ab. Damit näherte er sich in steigendem Maße jenem Ganzen an, das oben beschrieben ist. Die edle Geburt, also die Herkunft von adeligen Eltern und Voreltern, wurde immer stärker zum entscheidenden Ausweis adeliger Existenz. Obwohl die Angehörigen des Niederen Adels versuchten, in den Herrenstand einzudringen, schloss sich dieser spätestens nach der hussitischen Revolution definitiv ab. Ganz abgeschlossen konnte er allerdings nicht sein: aus demographischen und politischen Gründen nahm der Herrenstand immer neue Personen und damit Familien auf.
siehe Entstehung der Landstände
Erste Anlässe zu einer rechtlich kodifizierten inneren Gliederung des Adels in einen höheren (Herren-) und einen niederen (Ritter-)Stand stellten die Macht- und Religionskämpfe der Zeit nach den Hussitenkriegen dar. Bei der Besetzung der Stellen im erneuerten Landesgericht trat erstmals 1435 unter den Beisitzern der weniger vornehme „Kriegeradel“ auf. Während des langwierigen Konfliktes begannen sich die beiden Schichten der Adeligen, die sich voneinander im Hinblick auf die vornehme Herkunft, das Vermögen und den politischen Einfluss im Land unterschieden, abzuschließen und zwischen sich für lange Zeit fast unüberwindbare rechtliche und politische Barrieren zu errichten.
Es ist kennzeichnend für den Hochadel des 15. Jahrhunderts, dass zur Neuaufnahme in den Herrenstand Reichtum und Macht nicht genügten. Adelige, die eine Aufnahme anstrebten, suchten meist nachzuweisen, dass schon ihre Vorfahren zu diesem Stand gehört hatten. So berief sich z. B. Beneš von Veitmil (Weitmühl) darauf, dass Karl IV. schon bei dessen Vorfahren Benesch von Weitmühl für gewöhnlich einen Herrentitel benutzte. Andere Kandidaten beriefen sich auf ihr Wappen, das mit dem Wappen einer Herrenfamilie gleich oder ihm ähnlich sei. In einigen Fällen schreckten die Adeligen auch vor Urkundenfälschungen nicht zurück, um den Herrenrang ihrer Vorfahren zu beweisen. Die Stosch von Kaunitz (Stošové z Kounic) z. B. ließen sogar ein Epos verfassen, das in seiner Form der sogenannten Dalimil-Chronik ähnelte. Damit wollten sie beweisen, dass ihre Vorfahren im 12. Jahrhundert namhafte Große gewesen seien. Damit wird belegt, dass damals der edle Ursprung beim Herrenstand als das bedeutendste Kriterium galt. Zudem ist bezeichnend, dass einige reiche und mächtige Ritterfamilien in Böhmen, beispielsweise die Trčka von Lípa (Trčkové z Lípy), in Mähren die Ritter von Ojnic, zu dieser Zeit nicht einmal versuchten, in den Herrenstand aufzusteigen.
Dem Höheren Adel gelang es während der Hussitenkriege, die Macht des Landesherrn zu beschränken und den Boden für die künftige Ständemonarchie zu bereiten. Der Höhere Adel bemächtigte sich eines großen Teils des Kirchenguts der Kleriker und des Kronguts des böhmischen Königs. Zum Niederen Adel zählten zu Beginn der Hussitenkriege in Böhmen und Mähren etwa 3000 Geschlechter, unter denen jedoch deutliche Unterschiede in Hinblick auf Besitz, militärische Stärke sowie auf die Möglichkeiten zur Durchsetzung ihres Einflusses herrschten. Der Kriegsdienst brachte vielen niedrigeren Adeligen während der Hussitenzeit einen Zuwachs an Grundbesitz.
Noch vor dem Ende des 15. Jahrhunderts setzen die höheren Adeligen durch, dass in den Sitzungen des Landtags die endgültige Entscheidung darüber, wem auf Empfehlung und nach einer grundsätzlichen Zustimmung des Königs der Aufstieg in den Herrenstand erlaubt sein sollte, nun bei ihnen lag. In den Jahren 1479–1480 legten die mährischen Herren die Regeln des Aufstiegs von Niederen Adeligen in ihren Stand fest. Die Regelung dieser Angelegenheit oblag den Vertretern von 15 alten und acht jüngeren mährischen Herrenstandsgeschlechtern, deren Namen im Tobischauer Rechtsbuch (Tovačovská kniha) erfasst wurden, das eine Zusammenstellung des traditionellen Landrechts in der Markgrafschaft Mähren darstellte.

## Neuzeit
1497 beschlossen die böhmischen Herren, über die Aufnahme neuer Mitglieder in den Herrenstand stets auf dem Landtag abzustimmen. Ein neuer Herr musste die vornehme Herkunft seines Geschlechtes nachweisen und die Landrichter ersuchen, Aufzeichnungen seines freien Besitzes zu den Landtafeln zu nehmen. Diese Anforderungen wurden im Jahre 1500 in der Wladislawschen Landesordnung rechtlich verankert, in der darüber hinaus 47 Herrengeschlechter namentlich genannt wurden, denen die höchsten Ämter im Lande vorbehalten sein sollten. Zugleich wurde eine Rangfolge bestimmt. Der führende Platz gleich hinter dem König gehörte im Königreich Böhmen dem Regenten des Witigonischen Familienzweig der Herren von Rosenberg. Allerdings hatte sich Ulrich II. von Rosenberg diesen Status nebst Ländereien durch Urkundenfälschung und falschen Eintrag in der Landtafel verschafft.
In dieser ältesten böhmischen Herrenstandsordnung vom 18. März 1500 wurde festgelegt, dass niemand in den Herrenstand aufzunehmen sei, der nicht den Ritterstand seiner Familie über vier Generationen nachweisen konnte. Daneben musste nicht nur der König, sondern zusätzlich auch die alten Herrenstandsfamilien selbst einer möglichen Aufnahme zustimmen. Zu diesem Zeitpunkt gab es nur 30 solcher alten Herrenstandsfamilien in Böhmen, die im Böhmischen Landtag die Geschicke des Landes lenkten.
Für die böhmischen Länder war die Zeit um 1515 vor allem durch die Abwesenheit des Herrschers geprägt. König Vladislav II. besuchte diese und Prag während seiner Herrschaft in Buda/Ofen nur selten. Daher sank der Einfluss des böhmischen Adels am Hof, während sein Einfluss in den Landesinstitutionen und in der Regierung des Landes deutlich stärker wurde. Im Jahr 1502 teilten die Herren die Landesämter untereinander auf, ohne dass der Herrscher in die Wahl eingreifen konnte. Erst nach ihrer Absprache baten sie ihn um Zustimmung. Der Adel handelte eigenmächtig. In den Diarii des Marin Sanudo aus dem Jahr 1512 wird erwähnt, dass im Land nicht der König, sondern der Königliche Rat herrsche. Da die Kompetenzen des Königlichen Rats nicht deutlich abgegrenzt wurden, gewann er bei Abwesenheit des Königs an Macht.
Der energisch auftretende König Ferdinand I. (reg. 1526–1564) drängte die Aristokratie in die Defensive. Ihr bis dahin eher isolationistisches Verhalten gegenüber Standesgenossen aus Nachbarländern begann in dieser Zeit aufzuweichen, etwa durch die allmähliche Öffnung des Heiratsmarkts oder die zunehmenden Kontakte an den habsburgischen Höfen.
Trotz der Reformversuche Ferdinands I., die zur Machtbeschränkung des Adels auf die Regierung und die Landesverwaltung führten, wuchs nach wie vor dessen Position im Rahmen der Stände, die sich an der Verwaltung des Landes beteiligten. Die Herren erlitten nach dem Ständeaufstand von 1547 nicht so hohe politische und ökonomische Verluste wie die Städte, deren Position radikal verfiel.
Als der Aufstand der Stände niedergeschlagen werden konnte, befand sich König Ferdinand I. in der stärkeren Position, die es ihm erlaubte, das monarchische Prinzip in Böhmen durchzusetzen. Die Stände mussten praktisch auf das Widerstandsrecht verzichten, einen königlichen Appellationshof anerkennen und vor allem dem dynastischen Erbrecht der Habsburger zustimmen.
Manche der böhmischen Geschlechter profitierten von diesen Umwälzungen: sie wurden gegraft oder gefürstet, nutzten den Ausverkauf der Rebellengüter, verschwägerten sich mit dem ausländischen Adel, übernahmen wichtige Posten am Wiener Hof und dominierten weiterhin die Böhmischen Landesämter. Heinrich IV. von Plauen, den der König zugleich in den Geheimen Hofrat berief, gelangte an die Spitze der Böhmischen Hofkanzlei. Dies führte zu einem Rangstreit mit Wilhelm von Rosenberg, der die festgelegte Vorrangstellung der Rosenberger in Gefahr sah. Die Verbindung des höchsten Amtes in der königlichen böhmischen Kanzlei mit der Mitgliedschaft im Geheimen Rat wurde auch später beibehalten, als Joachim von Neuhaus (1554) und nach ihm Vratislav von Pernstein (1566) das Amt des böhmischen Oberstkanzlers übernahmen ebenso wie Zdeněk Vojtěch Popel von Lobkowitz (1599) und Wilhelm Slavata (1628).
Besonders die Stellung des Hochadels blieb außerordentlich einflussreich. Die neue Aristokratie, die aus den Umgruppierungen in und nach den 1620er Jahren hervorging, behauptete die wirtschaftliche und soziale Stärke der alten böhmischen Führungsschicht. Sie war im 17. und 18. Jahrhundert eine der glänzendsten hochadligen Eliten Europas.
Die politischen Veränderungen nach der Schlacht am Weißen Berg 1620 ermöglichten es dem König, die Einflussnahme der alten Geschlechter abzuschwächen. Mit der Verneuerten Landesordnung vom 10. Mai 1627 wurde zugleich eine neue Ständepyramide in Böhmen geschaffen. An der Spitze stand die hohe Geistlichkeit (der Erzbischof von Prag, die übrigen Bischöfe usw.). Es folgte der Herrenstand, der neben den Freiherren und Grafen nun auch die Herzöge und Fürsten einschloss, dann der Ritterstand mit Landbesitz und schließlich die Königlichen Städte. Zur Aufnahme in den Herrenstand genügte jetzt die Verleihung eines Freiherren-, Grafen- oder Fürstentitels durch den König von Böhmen oder das Inkolat an eine entsprechende ausländische Familie. Das Mitspracherecht der bisherigen Herrenstandsfamilien war entfallen.
Während bis dahin die Stände über die Aufnahme von Mitgliedern in ihren Reihen entschieden hatten, nahm jetzt der Landesherr die Inkolatserteilung über die Böhmische Hofkanzlei vor und entzog sie der Kompetenz der Landtage. Hierdurch stand grundsätzlich der Weg offen, „die böhmischen Stände mit königstreuen Ausländern zu durchsetzen“. Ebenso machte er Standeserhebungen und -erhöhungen zu einem königlichen Regal. Dies waren zwar empfindliche Eingriffe in die ständische Autonomie, die jedoch – abgesehen von einer momentanen quantitativen Umstrukturierung – nach der Schlacht am Weißen Berg nur den gesellschaftlichen Einflüssen der Zeit entsprechende Änderungen in der qualitativen Zusammensetzung der böhmischen Adelsnation herbeiführten.
Ein beträchtlicher Teil des neuen böhmischen und mährischen Adels nach der Schlacht auf dem Weißen Berg, stammte aus Deutschland, Italien, Frankreich und Spanien, ein geringerer Teil aus Polen oder Ungarn. Später kamen vereinzelt irische und schottische Familien sowie jüdischer Adel hinzu. 1622 wurde mit Jacob Bassevi von Treuenberg der erste Jude in den Adelsstand erhoben.
Infolge des multinationalen Charakters war spätestens jetzt der Adel aus den böhmischen Ländern kein soziales Gebilde, sondern eine amorphe Konstruktion mit heterogenen Inhalten und unklaren Grenzen.
Artikel Aa 7 der VLO besagte, dass sich der Herrenstand aus Fürsten, Grafen und Herren zusammensetzt. Zudem wurde den Höhertitulierten der Vorrang eingeräumt. Da die Herren — in den Quellen jetzt als Freiherren bezeichnet — in die unterste Gruppe innerhalb des Herrenstandes absanken, wurde nun der bisher nicht übliche böhmische Grafenstand populär. Ein böhmischer Fürstentitel wurde nicht verliehen. Die in Böhmen ansässigen Fürsten gehörten dem Reichsfürstenstand an.
Gleich zu Beginn der Herrschaft der Habsburger 1526 hatte sich der Schwerpunkt der regionalen politischen Macht in den Adelsdominien konzentriert. Außerhalb von diesen standen die königlichen Städte und die sich allmählich vergrößernde Kammerherrschaft. Auf diese Basis ging dann die entscheidende Stellung der reichsten Großgrundbesitzer zurück — der Angehörigen des Herrenstandes und einiger weniger Ritter in Böhmen und in Mähren, der Fürsten in Schlesien und der Freiherren in der Ober- und Niederlausitz — und auch auf höheren Ebenen des politischen Systems.
An der Wende vom 16. zum 17. Jahrhundert begann sich der Herrenstand zunehmend gegenüber neureichen Rittern, einigen fähigen Landesbeamten aus den Reihen der Niederen Adeligen und schließlich auch für Ausländer, die Grundbesitz in Böhmen und Mähren erworben hatten, zu öffnen. Die neu aufgenommenen Herren nahmen die Stellen langsam aussterbender altehrwürdiger Geschlechter ein. Die letzten männlichen Vertreter aussterbender Geschlechter bemühten sich um die Verherrlichung ihrer Vorfahren und deren Platz in der Geschichte des Landes. Davon zeugt nicht nur ihr ausgeprägter Hang zum Historizismus, sondern auch der Bedarf an prunkvollen Mitteln zur Repräsentation ihrer Geschlechter.
Wer nur dem Ritterstand angehörte, erhielt zunächst die Aufnahme in den Böhmischen Freiherrenstand. Erst drei Generationen später erfolgte die Verleihung des Alten Herrenstandes oder auch der Titel Alter böhmischer Freiherr. Von dieser Wartefrist befreit, waren jene Familien, die bereits zuvor zumindest eine Stammlinie den Freiherren- oder Grafenstand nachweisen konnten. Die besondere Stellung des böhmischen Herrenstandes endete mit der Auflösung der Ständeordnung und mit der Landesverfassung für das Königreich Böhmen von 1849. Allerdings sahen sich ehemalige Mitglieder noch bis 1918 als Bewahrer und Hüter der Rechte des Landes Böhmen.

## Banner

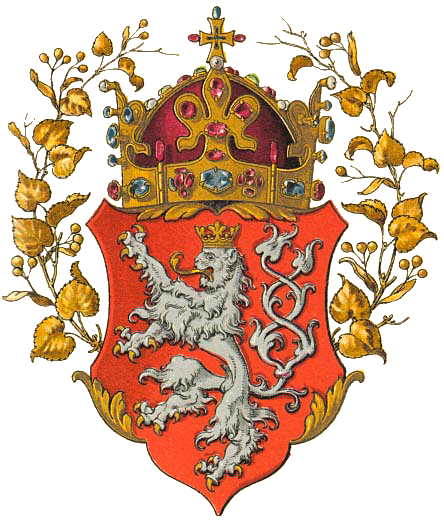
Wappen des Königreichs Böhmen

Bezüglich der äußerlichen Zeremonial- und Ehrenrechte führte der Böhmische Herrenstand als gemeinsames Symbolzeichen ein eigenes Banner, das bei der Krönung böhmischer Könige und den damit verbundenen Feierlichkeiten vom Oberst-Erbpanier des Herrenstandes („Negwyssj korauhewník stawu panského“) zu Fuß oder zu Pferde dem König vorangetragen wurde und bei Erbhuldigungen und Belehnungen an der rechten Seite des Thrones postiert war. Es zeigt an weiß-rot quergestreifter Stange mit vergoldeter Bronzespitze (mit dem jeweils eingravierten Namenszug des Königs und der Jahreszahl der Krönung, zu welchem Anlaß die Spitze daher stets neu angefertigt werden mußte) auf geschlitztem, in zwei ungleiche Wimpel auslaufendem, von breiter Golddrahtstickerei und goldenen Fransen eingefassten rot-seidenen Fahnenblatt auf der einen Seite die bunt-gestickte Gestalt des Landesheiligen Wenzel mit Fürstenkrone und Heiligenschein, in der Rechten eine Lanze mit der Adlerfahne senkrecht haltend, die Linke auf einen ovalen, unten eingebogenen Schild mit demselben schwarzen Wenzelsadler gestützt, auf der anderen den großen Wappenschild von Böhmen unter der Wenzelskrone, flankiert von den Wappen Mährens und Schlesiens.

## Bedeutung
Bis in die ersten Jahrzehnte des 17. Jahrhunderts durften neun der dreizehn höchsten Staatsämter im Königreich Böhmen nur mit Mitgliedern des Herrenstandes besetzt werden. Dazu gehörte das Amt des Oberstburggrafen von Prag, des Oberstlandhofmeisters oder des Oberstlandmarschalls. Der Betreffende gehörte dem Landtag an, unterstand einer privilegierten Gerichtsbarkeit, genoss persönliche Steuerfreiheit und anderes. Diese Elite im Königreich Böhmen erhielt eine staatsrechtliche Stellung, die weit über der des vergleichbaren Adels in anderen Ländern lag. Letztmals ist unter Leopold II. die Zugehörigkeit zum böhmischen alten Herrenstand als verfassungsgemäße Voraussetzung zur Erlangung der neun obersten Landesämter im Königreich Böhmen im K. K. Hofdekret vom 12. August 1791 anerkannt worden.
Die neue Aristokratie, die aus den Umgruppierungen in und nach den 1620er Jahren hervorging, behauptete die wirtschaftliche und soziale Stärke der alten böhmischen Führungsschicht. Sie war im 17. und 18. Jahrhundert eine der glänzendsten hochadligen Eliten Europas. Der Großgrundbesitz des Adels blieb ein maßgebender Faktor der gesellschaftlichen Ordnung Böhmens bis zur Mitte des 19. Jahrhunderts. Vor allem die Stellung der Hochadels blieb außerordentlich einflussreich.